# In Between Dying
Pour plus de détails, voir Fiche technique et Distribution.
In Between Dying (Sepelenmis Ölümler Arasinda) est un film azerbaïdjanais réalisé par Hilal Baydarov et sorti en 2020. Il est présenté à la Mostra de Venise 2020.

## Fiche technique
- Titre international : In Between Dying
- Titre original : Sepelenmis Ölümler Arasinda
- Réalisation, scénario  et montage : Hilal Baydarov
- Photographie : Elshan Abbasov
- Musique : Kanan Rustamli
- Pays d'origine : Azerbaïdjan
- Format : Couleurs - 35 mm
- Genre : drame
- Date de sortie :
  - Italie : 10 septembre 2020 (Mostra de Venise 2020)

## Distribution
- Orkhan Iskandarli : Davud
- Rana Asgarova : Bride
- Huseyn Nasirov : Gusi
- Samir Abbasov : Musa
- Kamran Huseynov : Isa
- Maryam Naghiyeva : mère de Davud
- Kubra Shukurova : fille qui a la rage
- Narmin Hasanova : Ilaha
- Oktay Namazov : mari ivre
- Murvat Abdulazizov : docteur
- Gulara Huseynova : Shams
- Gulnaz Ismayilova : mère de la fille aveugle
- Parviz Isagov : Jemo

## Distinction

### Sélection
- Mostra de Venise 2020 : sélection en compétition